# 카나리아 제도의 국가
카나리아 제도의 국가(스페인어: Himno de Canarias)는 카나리아 제도를 상징하는 노래로, 2003년 4월 28일에 제정되었다. 페르난도 가르시아 고메스가 작사하였으며, 후안 호세 팔콘 사나브리아가 작곡하였다.
이전에는 카나리아 제도의 파소도블레를 사용하였다.

## 가사
Soy la sombra de un almendro,
soy volcán, salitre y lava.
Repartido en siete peñas
late el pulso de mi alma.
Soy la historia y el futuro,
corazón que alumbra el alba
de unas islas que amanecen
navegando la esperanza.
Luchadoras en nobleza
bregan el terrero limpio
de la libertad.
Ésta es la tierra amada:
mis Islas Canarias.
Como un solo ser
juntas soñarán
un rumor de paz
sobre el ancho mar.

## 해석
나는 아몬드 나무의 그늘이라네
나는 질산칼륨과 용암으로 된 화산이라네
7개의 섬의 광역성은
내 영혼 속 심장의 맥이구나.
나는 역사와 미래라네
심장은 새벽에 빛을 발했다네
우리는 섬 너머 준비를 했다네
희망을 넘어 향해를 하는구나.
귀족의 군사는
빛나는 기둥을 막았다네
자유를 위해서
나의 카나리아 제도여,
그대는 우리의 사랑스런 땅이라네
하나 하나
함께하여
평화의 꿈을 꾸자
넓은 바다에서.